# Xã South Brown, Quận Edwards, Kansas
Xã South Brown (tiếng Anh: South Brown Township) là một xã thuộc quận Edwards, tiểu bang Kansas, Hoa Kỳ. Năm 2010, dân số của xã này là 78 người.